# Designer (singolo)
Designer è un singolo del rapper statunitense Lil Pump, pubblicato il 24 dicembre 2017. 

## Tracce
1. Designer – 2:24